# 1454 год в науке
1454 год в науке — перечень научных, технологических событий
в 1454 году. Важнейшим событием в этом году в Европе называется рядом источников начало книгопечатания Иоганном Гутенбергом («Библия Гутенберга»).
Часть событий представлены ниже.

## События
- Основана Великая школа нации — старейшая и самая престижная греческая православная школа в Стамбуле (Турция).
- Основан в Данциге цех хирургов, в будущем — медицинская кафедра в Академической гимназии, с 1935 года — Гданьский медицинский университет.
- 22 октября — Типография Иоганна Гутенберга в Майнце выпускает первый сохранившийся датированный документ — индульгенцию.

## Родились
См. также: Категория:Родившиеся в 1454 году
- Добрич Добричевич — один из пионеров книгопечатания в Европе.
- Бенедикт Рейт — чешский архитектор и строитель крепостей.

## Скончались
См. также: Категория:Умершие в 1454 году
- Шараф ад-Дин Йазди — историк и поэт эпохи тимуридов.